# 丸岡郵便局
丸岡郵便局（まるおかゆうびんきょく）は福井県坂井市にある郵便局。民営化前の分類では集配普通郵便局であった。

## 概要
住所：〒910-0299 福井県坂井市丸岡町今福12-4

## 沿革
- 1874年（明治7年）6月 - 丸岡郵便取扱所として開設[1]。
- 1875年（明治8年）1月1日 - 丸岡郵便局（五等）となる。
- 1878年（明治11年） - 為替取扱を開始。
- 1879年（明治12年） - 貯金取扱を開始。
- 1897年（明治30年）3月1日 - 丸岡郵便電信局となる。
- 1903年（明治36年）4月1日 - 通信官署官制の施行に伴い丸岡郵便局となる。
- 1967年（昭和42年）9月23日 - 電話交換、和文電報配達、国際電報受付・配達、欧文電報受付・配達の各業務を、丸岡電報電話局に移管[2]。
- 1980年（昭和55年）11月10日 - 坂井郡丸岡町霞町一丁目から、同町今福に局舎を新築、移転するとともに、特定郵便局から普通郵便局に局種別改定。
- 1997年（平成9年）7月1日 - 竹田郵便局の廃止に伴い、取扱事務を承継。
- 2000年（平成12年）8月14日 - 外国通貨の両替および旅行小切手の売買に関する業務取扱を開始。
- 2007年（平成19年）10月1日 - 民営化に伴い、併設された郵便事業丸岡支店に一部業務を移管。
- 2012年（平成24年）10月1日 - 日本郵便株式会社発足に伴い、郵便事業丸岡支店を丸岡郵便局に統合。

## 取扱内容
- 郵便、印紙、ゆうパック、内容証明
- 貯金、為替、振替、振込、国際送金、外貨両替・トラベラーズチェック、国債、投資信託
- 生命保険、バイク自賠責保険、自動車保険
- ゆうちょ銀行ATM
- 郵便区番号「910-02」「910-03」区域（坂井市の一部地域）の集配業務[3][4]
- ゆうゆう窓口

## 周辺
- 坂井市立丸岡中学校
- 坂井市立高椋小学校
- 丸岡今福体育館
- 国道8号

## アクセス
- 京福バス 西瓜屋停留所もしくは丸岡中学校前停留所、坂井市コミュニティバス 寅国停留所もしくは高椋小学校前停留所下車
- 北陸自動車道 丸岡ICから西へ約1km
- 駐車場あり：13台